# الحصول على المعلومات

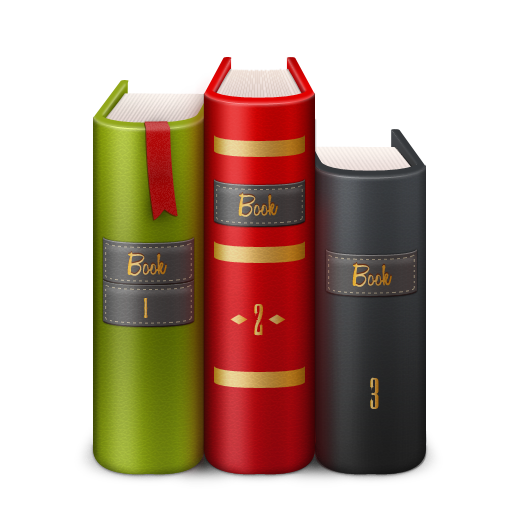

الحصول على المعلومات (بالإنجليزية: Information access) هي أحد النظم الفرعية في نظام المعلومات وظيفته الأساسية هي اختزان واسترجاع المعلومات وفقًا لاحتياجات مجتمع المستفيدين، وسواء تم داخل المكتبات أو خارجها فإنه في الحقيقة وفي أغلب الحالات مجرد وسيلة أو أداة يصل من خلالها الباحث والمستفيد إلى وعاء المعلومات الذي يبحث عنه، فالذي يُختزن عن هذه الأوعية بواسطة الحاسب الإلكتروني في «بنك أو نظام المعلومات الببليوجرافي» ليس إلا مجرد بيانات محدودة عن كل وعاء كعنوانه
وتاريخه والمسؤول عن محتواه الفكري ونشره وعدد صفحاته أو أوراقه ورؤوس الموضوعات فيه.
فإذا كانت المكتبة تقتني آلاف الكتب المطبوعة أو ملايينها فلابد من إعداد بطاقة بهذه البيانات لكل كتاب، وكذلك الأمر بالنسبة لكل الأوعية التقليدية وغير التقليدية مثل المخطوطات والدوريات والأطالس ومثل المسموعات والمرئيات والإلكترونيات، وتبلغ البيانات في البطاقة الواحدة للوعاء بضعة سطور في المتوسط تقل أو تزيد حسب الأسلوب المتبع.
وقد رأت المكتبات في النصف الثاني من القرن العشرين أن تجرب اختزان هذه البطاقات بواسطة الحاسب الإلكتروني بدلاً من تنظيمها داخل الأدراج وقد أغراها بهذا الاتجاه الذي ثبت نجاحه تلك الإمكانات الهائلة للحاسب الإلكتروني، وهكذا انتشرت «نظم المعلومات الببليوجرافية» والتي تسمى أيضاً «بنوك أو مراصد المعلومات الببليوجرافية» لضبط أوعية المعلومات داخل المكتبات أوخارجها.